# Amata tergomelas
Amata tergomelas là một loài bướm đêm thuộc phân họ Arctiinae, họ Erebidae.